# Sarphatistraat 11
Het gebouw Sarphatistraat 11 bestaat uit een herenhuis aan de Sarphatistraat te Amsterdam-centrum. Het pand is gebouwd volgens de bouwstijl neorenaissance. Opdrachtgever was Thomas Vorstius (1854-1927) bankier van Cramerus en Vorstius (effectenhandel) en destijds voorzitter van de Koningin Sophia-Vereeniging tot Bescherming van Dieren.
Het gebouw werd opgetrokken volgens het ontwerp van architecten Jan Paul Frederik van Rossem (1854-Baarn, 19 september 1918) en Willem Johannes Vuyk (Purmerend, 1855-Den Haag 10 februari 1918), twee architecten die een behoorlijke bijdrage hebben geleverd aan het stadsbeeld van Amsterdam en Zaandam. Het postkantoor Singel 250 is bijvoorbeeld van hun hand, maar ook het hier om de hoek staande Koninklijk Theater Carré is van hun hand. 
Het gebouw is rijk versierd, doch veel simpeler van opzet dan bijvoorbeeld het oude (inmiddels gesloopte) Sarphatistraat 13-15. Er zijn in dit uit baksteen opgetrokken gebouw natuurstenen pilasters te vinden bij de voordeur (hier in uitzondering in het midden geplaatst) en ramen. Bij die voordeur vindt men tevens een fries met kroonlijst. Voorts zijn aanwezig guirlandes onder ramen, een gevelbrede balustrade, een kroonlijst, dakkapellen met frontons en een dakschild.    
Het gebouw haalde de status rijksmonument omdat ook de buurpanden Sarphatistraat 7 en Sarphatistraat 9 bescherming verdienden vanwege de culturele status. Wellicht telde mee, dat de oorspronkelijke gebouwen Sarphatistraat 1-3 (sierrijk gebouw), Sarphatistraat 5 (sierrijk gebouw) en Sarphatistraat 13-15 (sierrijk gebouw) al gesloopt waren om plaats te maken voor nieuwbouw. Het historisch besef dat moest zorgen voor behoud van deze kant van de Sarphatistraat kwam pas na die nieuwbouw.  